# Edro Colombini
Edro Colombini (Torino, 30 agosto 1950) è un medico e politico italiano.